# Казатомпром
АО «НАК «Казатомпром» — национальная атомная компания Казахстана. Компания является крупнейшим в мире производителем природного урана с приоритетным доступом к одной из крупнейших в мире ресурсных баз. АО «Самрук-Казына» принадлежит 75 % от общего количества размещенных акций АО «НАК "Казатомпром"», 25 % находится в свободном обращении на Международной бирже «Астана» и Лондонской фондовой бирже.
Казатомпром имеет статус национального оператора Республики Казахстан по экспорту и импорту урана и его соединений, ядерного топлива для АЭС, специального оборудования и технологий. Данный статус предоставляет компании определённые привилегии, включая получение прав на недропользование путём прямых переговоров с Правительством Республики Казахстан, и, соответственно, приоритетный доступ к высококачественным месторождениям природного урана в Республике Казахстан, пригодным для осуществления добычи методом подземного скважинного выщелачивания (ПСВ).
Казатомпром ведёт добычу урана только на территории Республики Казахстан и имеет крупнейшую в отрасли базу запасов урана 295 тыс. тонн.
Все урановые месторождения компании пригодны для экономически эффективной и наименее экологически вредной добычи методом ПСВ, что в сочетании с длительным сроком эксплуатации добывающих активов позволяет Казатомпрому оставаться в числе ведущих мировых производителей с наиболее низкой стоимостью добычи урана.
В последнее время[когда?] Казатомпром пересмотрел свою традиционную стратегию наращивания объёмов добычи и продаж в пользу ориентации на рынок, перенеся упор с объёмов на реализуемую стоимость.

## Деятельность АО «НАК „Казатомпром“»

### Геологическая разведка
Казахстан является второй страной в мире по объёму запасов и ресурсов урана после Австралии и номер один по добыче урана.
Первое промышленное месторождение в республике (Кордайское) было разведано в 1951 году. Наиболее крупные открытия были сделаны позже. В конце 1960-х годов в Шу-Сарысуйской и Илийской впадинах в Южном Казахстане разведана урановая провинция, ставшая крупнейшей в мире по запасам урановых руд.
Благодаря этим открытиям Казахстан стал мировым лидером по разведанным запасам урана, пригодным для отработки способом подземного выщелачивания.
Месторождения урана, выявленные на территории Казахстана, различны по условиям формирования и практическому значению. По общности геологических позиций, генетических признаков и территориальной обособленности месторождения Казахстана можно рассматривать в составе шести урановорудных провинций: Шу-Сарысуйская, Сырдарьинская, Северо-Казахстанская, Прикаспийская, Прибалхашская, Илийская.
В настоящее время из 56 разведанных месторождений с балансовыми запасами урана разрабатываются 14, а остальные 42 находятся в резерве.
Казахстан располагает 67 % разведанных мировых запасов урана, пригодных для отработки методом подземного скважинного выщелачивания (ПСВ).
Следовательно, компания владеет уникальной сырьевой базой, включающей крупнейшие в мире разведанные и предполагаемые запасы урана. 100 % запасов может быть извлечено методом ПСВ.
Геологическим обеспечением всех направлений деятельности Казатомпрома и проведением технологического бурения горно-подготовительных работ на уранодобывающих предприятиях Компании занимается геологоразведочное предприятие АО «Волковгеология», являющаяся правопреемником Волковской геологоразведочной экспедиции, открывшей Кордайское месторождение.

### Добыча природного урана
«Казатомпром» вместе с дочерними, зависимыми и совместными организациями ведёт разработку 26 участков на территории Республики Казахстан, объединённых в 14 горнорудных активов.
Регионы добычи природного урана
Способ добычи урана методом подземно-скважинного выщелачивания (ПСВ) был впервые использован в 1960-х годах и составлял 50 % мирового производства урана в 2017 году.
Метод ПСВ, в сравнении с традиционными способами, обеспечивает более низкую стоимость добычи, оказывает меньшее негативное влияние на окружающую среду и обеспечивает высокие показатели в сфере безопасности производства и охраны труда.
Благоприятные геологические условия Республики Казахстан, подходящие для добычи методом ПСВ, обеспечивают Казатомпрому уникальное конкурентное преимущество.
100 % добычи урана Казатомпром осуществляется методом ПСВ.
- Казатомпром ведёт добычу урана на 8 из 10 крупнейших рудников, где используется метод ПСВ.
- Казатомпром является бесспорным лидером в добыче урана методом ПСВ .

### Продукция ядерно-топливного цикла (ЯТЦ)
АО «НАК „Казатомпром“» расширило свою деятельность по цепочке дореакторного ЯТЦ, включая обогащение, производство порошков UO2/топливных таблеток, и в ближайшем будущем планирует начать производство тепловыделяющих сборок.
В октябре 2013 года АО «НАК „Казатомпром“» через казахстанско-российское совместное предприятие АО «ЦОУ» вошло в состав акционеров АО «Уральский электрохимический комбинат», крупнейшего предприятия по обогащению урана. Данное сотрудничество в области мирного использования атомной энергии позволило компании получить доступ к услугам по обогащению урана. В то же время, в целях создания конверсионного производства, АО «НАК „Казатомпром“» работает над передачей инновационных технологий в Казахстан.
Дочернее предприятие АО «НАК „Казатомпром“» АО «Ульбинский металлургический завод» предоставляет услуги по реконверсии и производству топливных таблеток.
На протяжении почти 40 лет дочернее предприятие АО «НАК „Казатомпром“» АО «Ульбинский металлургический завод» предоставляет услуги по реконверсии и производству топливных таблеток из диоксида урана для легководных реакторов.
АО «НАК „Казатомпром“» совместно с Китайской Генеральной ядерно-энергетической корпорацией CGNPC реализует на базе АО «Ульбинский металлургический завод» проект строительства завода по производству тепловыделяющих сборок для использования на атомных станциях КНР в качестве ядерного топлива. Начало запуска производства тепловыделяющих сборок ожидается в конце 2020 года.

### Редкие металлы
Редкие металлы (РМ) и их соединения обладают уникальным комплексом физико-химических свойств и широко применяются в приборостроении, машиностроении, металлургии, атомной энергетики и медицине.
Тантал — ниобиевое и бериллиевое производства развернуты на базе Ульбинского металлургического завода и являются одними из крупнейших в мире.

## История
14 июля 1997 года Указом Президента Республики Казахстан создана Национальная атомная компания «Казатомпром». В состав холдинга вошли геологоразведочная компания «Волковгеология», три рудоуправления (Степное, Центральное, Шестое) и Ульбинский металлургический завод.
В 2003 году Правительством Казахстана Казатомпрому было доверено выводить из кризиса Мангистауский атомный энергетический комбинат — крупное многопрофильное энергетическое предприятие, которое является единственным источником энергоснабжения в Мангистауской области.
Начиная с 2009 года Казахстан является крупнейшим уранодобывающим государством и мировым лидером по производству природного урана. Казахстанский урановый концентрат обеспечивает более 40 % потребностей мирной атомной энергетики и поставляется практически во все страны мира, где эксплуатируются АЭС.
В 2015 году в компании запущена Программа трансформации, задача которой — повысить эффективность деятельности компании.

## Дочерние и зависимые компании
У компании 36 дочерних и зависимых предприятия, подразделённых на 6 категорий:

### Добыча и переработка урановой продукции
- ТОО «Хорасан-U»
- ТОО «Кызылкум»
- ТОО СП «КАТКО»
- ТОО «Байкен-U»
- ТОО «ДП «ОРТАЛЫК»
- ТОО «СП «Инкай»
- ТОО «Казатомпром-SaUran»
- ТОО «РУ-6»
- ТОО «Каратау»
- ТОО «СП «Буденовское»
- ТОО «Семизбай-U»
- АО «КРК СП "Заречное"»
- ТОО «АППАК»
- АО «СП «Акбастау»
- ТОО «СП «ЮГХК»

### Ядерно-топливный цикл и металлургия
- АО «Ульбинский металлургический завод»
  - Дочернее казахстанско-китайское совместное предприятие «Ульба-ТВС» по производству ядреного топлива
- АО «Центр по обогащению урана»
- АО «Международный центр по обогащению урана»
- ЗАО «СП УКРТВС»

### Производственно-вспомогательный комплекс
- АО «Волковгеология»[6]
- ТОО «KAP Logistics»
- ТОО «СКЗ-U»
- Филиал АО «Волковгеология»-«Геотехноцентр»
- TH Kazakatom AG
- ТОО «Qorgan-Security»
- ТОО «KAP Technology»
- ТОО «Taiqonyr Qyshqyl Zauyty»
- ТОО «SSAP»

### Атомная и альтернативная энергетика
- ТОО «Уранэнерго»

### Наука, инжиниринг и образование
- ТОО «Институт высоких технологий»

## Руководители

### Президенты, председатели правления
- 1996—1998 — Шаяхметов Багдат Мухаметович
- 1998 — Байкенов Кадыp Каpкабатович
- 1998—2001 — Джакишев Мухтар Еркынович
- 2001—2002 — Касабеков Аскар Серикбаевич
- 2002—2009 — Джакишев Мухтар Еркынович
- 2009—2014 — Школьник Владимир Сергеевич[7]
- 2014—2015 — Каппаров Нурлан Джамбулович[8][9]
- 2015 — Арифханов Айдар Абдрaзахович (и.о.)[10]
- 2015—2017 — Жумагалиев Аскар Куанышевич[11]
- 2017 — 2021 — Пирматов Галимжан Олжаевич[12]
- 2021 — июль 2022 — Шарипов Мажит Бейсембаевич[13]
- 2022 — октябрь 2023 — Муканов Ержан Жанабилович
- 2023 — н/в — Юсупов Меиржан Бахитович

### Председатели наблюдательного совета (совета директоров)
- 1997—1998 — Дуйсенов Дюсембай Тюлеубаевич
- 1998—1999 — Оразбаев Берлик Есиркепович
- 1999—2000 — Абитаев Есберген
- 2000—2001 — Нефедов Петр Петрович
- 2001—2002 — Джакишев Мухтар Еркынович
- 2003—2007 — Оразбаев Берлик Есиркепович
- 2007—2008 — Кусаинов Марат Апсеметович (и.о.)
- 2008 — Акчулаков Болат Уралович
- 2008—2012 — Кулибаев Тимур Аскарович
- 2012 — Шукеев Умирзак Естаевич
- 2012—2013 — Бишимбаев Куандык Валиханович
- 2013—2014 — Ердебай Даурен Иманжанулы[14]
- 2014—2015 — Школьник Владимир Сергеевич
- 2015—2016 — Сагинтаев Бахытжан Абдирович[15]
- 2016—2018 — Мамин Аскар Узакпаевич
- 2018 — 2019 — Дудас Джон[16]
- 2020 — 2023— Нил Лонгфеллоу
- 2023 — н/в — Арман Аргингазин